# Martin Lauret
Martin Lauret (27 oktober 1971) is een voormalige Nederlandse langeafstandsloper, die gespecialiseerd was in de 5000 m, 10.000 m, de halve marathon en de marathon.

## Biografie

### Eerste titels op de baan
Lauret deed sinds zijn zesde aan atletiek en specialiseerde zich in zijn B-juniorentijd op de middellange en lange afstanden. Ondanks diverse podiumplaatsen op Nederlandse kampioenschappen bleef deelname aan een groot toernooi altijd uit. Hij had lange tijd te kampen met blessures en werd viermaal geopereerd aan zijn achillespezen.
Zijn doorbraak beleefde Lauret in 1998, toen hij bij de wedstrijd om de Europacup B in het Zweedse Malmö de 5000 m won in een tijd van 13.49,73. Datzelfde jaar werd hij ook voor de eerste maal Nederlands kampioen op de 10.000 m in Groningen. In 1999 prolongeerde hij deze titel op zijn thuisbaan in Gorinchem en liep hij enkele weken later op deze afstand tijdens de Adriaan Paulen Memorial naar een dertiende plaats in een tijd van 28.09,96.

### Overstap naar marathon
Vanaf 2005 legde Martin Lauret zich onder leiding van Rob Veer toe op de marathon. Zijn debuut maakte hij in 2005 op de marathon van Amsterdam, waarin hij als tweede Nederlander finishte met een tijd van 2:20.49. Anderhalf jaar later, in de marathon van Rotterdam, toen er onder zeer zware omstandigheden werd gelopen, verbeterde hij als een van de weinige atleten zijn persoonlijk record naar 2:20.45. Hij werd hiermee derde Nederlander achter Luc Krotwaar en Koen Raymaekers en veroverde een bronzen NK medaille, omdat door de Nederlandse atleten tevens werd gestreden om het NK marathon.
Na een overstap naar het Noord-Hollandse Team Distance Runners eindigde Lauret in 2008 op de 10 km in Schoorl, dat tevens gold als Nederlands kampioenschap, achter Michel Butter en Patrick Stitzinger, als derde Nederlander. Enkele maanden later stelde hij in Rotterdam zijn marathon-PR opnieuw scherper. Ditmaal haalde hij er ruim anderhalve minuut vanaf en maakte er 2:19.09 van. Hij werd hiermee opnieuw derde Nederlander, echter nu werd het NK marathon later dat jaar gelopen in Eindhoven.

### Beste prestatie
In datzelfde jaar liep Martin een van de vijf grootste marathon ter wereld, Chicago. Hij leverde hier zijn beste prestatie door onder hoge temperaturen op 12 oktober 2008 een tijd van 2:15.10 neer te zetten. Lauret werd zelfs vierde in de elite men's race en liet vele Afrikaanse topatleten achter zich, die veel snellere persoonlijke records achter hun naam hadden staan.

### Einde topsportcarrière
In 2009 hoefde Lauret slechts vormbehoud te tonen om met een Nederlandse ploeg deel te kunnen nemen aan de marathon tijdens de wereldkampioenschappen in Berlijn, want met zijn prestatie van het jaar ervoor in Chicago had hij voldaan aan de teamlimiet voor deze WK. Door een buikspierblessure na de marathon van Chicago en een operatieve ingreep hieraan rond de jaarwisseling was het even spannend, maar eind maart voldeed Lauret tijdens de halve marathon van Berlijn met een tijd van 1:04.26 al ruimschoots aan de vormbehoudeis. Echter, doordat Hugo van den Broek de voorkeur gaf aan een najaarsmarathon en zich derhalve had afgemeld voor deelname aan de WK, bleven er onvoldoende deelnemers over voor de Nederlandse ploeg en was Lauret alsnog genoodzaakt om thuis te blijven.
Hoewel hij aan het eind van het seizoen in Tilburg nog knap Nederlands kampioen werd op de 10 km, besloot hij in november 2009 toch om zijn topsportcarrière te beëindigen en aan zijn maatschappelijke loopbaan voorrang te verlenen, temeer omdat zijn achillespezen, waaraan hij in het verleden reeds verschillende malen was geopereerd, opnieuw opspeelden.
Martin Lauret woont in Rheden en was tot eind 2009 aangesloten bij Team Distance Runners. Sindsdien heeft hij zich gevoegd bij Loopgroep Aart Stigter.

## Nederlandse kampioenschappen
| Onderdeel | Jaar       |
| --------- | ---------- |
| 10.000 m  | 1998, 1999 |
| 10 km     | 2009       |

## Persoonlijke records
Baan
| Onderdeel | Prestatie | Datum        | Plaats    |
| --------- | --------- | ------------ | --------- |
| 1500 m    | 3.45,77   | 25 juni 1996 | Gorinchem |
| 3000 m    | 7.54,17   | 18 juni 1999 | Rhede     |
| 5000 m    | 13.42,24  | 20 juli 2008 | Heusden   |
| 10.000 m  | 28.09,96  | 30 mei 1999  | Hengelo   |

Weg
| Onderdeel      | Prestatie | Datum             | Plaats              |
| -------------- | --------- | ----------------- | ------------------- |
| 10 km          | 28.49     | 27 juli 2008      | Cardiff             |
| 15 km          | 44.54     | 16 november 1997  | Nijmegen            |
| 10 Eng. mijl   | 47.12     | 21 september 2008 | Zaandam             |
| 20 km          | 1:00.50   | 13 maart 1999     | Alphen aan den Rijn |
| halve marathon | 1:03.17   | 27 maart 1999     | Den Haag            |
| marathon       | 2:15.10   | 12 oktober 2008   | Chicago             |

## Palmares

### 5000 m
- 1996: Nacht van de Atletiek - 13.54,65
- 1996:  NK - 14.02,34
- 1997: Nacht van de Atletiek - 13.50,97
- 1997:  NK - 14.15,47
- 1998: Keien meeting in Uden - 13.43,54
- 1998:  Europacup B in Malmö - 13.49,73
- 1999: 7e Papendal Games - 13.45,34
- 1999:  NK - 13.50,19
- 2002: Keien meeting - 14.06,09
- 2008: Nacht van de Atletiek - 13.42,24
- 2009: Nacht van de Atletiek - 13.43,80

### 10.000 m
- 1997: Meeting Troisdorf - 29.12,59
- 1998:  NK - 29.05,66
- 1998: Meeting Troisdorf - 28.40,04
- 1999:  NK - 28.51,01
- 1999: 13e Adriaan Paulen Memorial - 28.09,96
- 2009: 25e Europacup, Madeira - 29.22,23

### 10 km
- 1996:  Goudse Nationale Singelloop - 29.20
- 1997: 9e Parelloop - 29.17
- 2002: 5e Zwitserloot Dakrun - 30.15
- 2005: 10e Zwitserloot Dakrun - 30.22
- 2008:  NK in Schoorl - 29.13
- 2009:  NK te Tilburg - 28.54

### 12 km
- 2008: 12e Zandvoort Circuit Run - 38.48[1]

### 15 km
- 1997: 15e Zevenheuvelenloop - 44.54
- 2006: 13e Montferland Run - 47.03
- 2014: 6e Posbankloop Velp - 55.56

### 10 Eng. mijl
- 1996: 23e Dam tot Damloop - 48.38
- 1997: 18e Dam tot Damloop - 48.12
- 1998: 18e Dam tot Damloop - 48.03
- 2002: 20e Dam tot Damloop - 49.15
- 2005: 14e Dam tot Damloop - 49.15
- 2006: 20e Dam tot Damloop - 51.00
- 2008: 6e Tilburg Ten Miles - 47.55
- 2008: 10e Dam tot Damloop - 47.12

### halve marathon
- 1999: 10e halve marathon van Egmond - 1:04.00
- 1999: 4e NK - 1:03.17 (14e overall)
- 2004: 3e Groet uit Schoorl Run - 1:04.44
- 2007: 4e NK in Den Haag - 1:04.32 (22e overall)
- 2008: 20e halve marathon van Rotterdam - 1:05.57
- 2008: 6e NK in Den Haag - 1:06.20 (17e overall)
- 2009: 22e halve marathon van Berlijn - 1:04.26

### marathon
- 2005: 13e marathon van Amsterdam - 2:20.49
- 2007:  marathon van Rotterdam - 2:20.45 (16e overall)
- 2008: 21e marathon van Rotterdam - 2:19.09
- 2008: 5e Chicago Marathon - 2:15.10

### overige afstanden
- 1998: 7e 4 Mijl van Groningen - 19.28
- 2002:  Acht van Apeldoorn - 22.53
- 2003:  Mini-Marathon van Apeldoorn (18,5 km) - 57.57

### veldlopen
- 1996: 69e WK cross militairen in Rabat (Marokko)
- 1997: 155e WK veldlopen in Turijn (Italië)
- 1998: 6e NK te Asten (lange afstand = 12 km)
- 1998: 47e WK cross militairen in Curagh (Ierland)
- 1998: 80e WK veldlopen in Marrakech (Marokko)
- 1999: 6e NK te Heerde (lange afstand = 12.022 m)
- 1999: 25e WK cross militairen in Mayport Florida